# Руска кућа
Руска кућа (енгл. The Russia House) је драмски филм са елементима мистерије снимљен 1990. године, са Мишел Фајфер и Шоном Конеријем у главним улогама. Редитељ Фред Скеписи је био номинован за Златног медведа на Берлинском филмском фестивалу, а Фајферова за Златни глобус за најбољу главну глумицу.

## Радња
На почетку Перестројке, сјајни совјетски физичар (Брандауер) даје својој бившој љубавници Кати (Мишел Фајфер), запосленој у московској издавачкој кући, документ који садржи информације о совјетској војној моћи. Катја мора да проследи документ пријатељу Енглезу по имену Барли Блер (Шон Конери), који по дужности често посећује Москву и иде на сајмове књига.
Британски обавештајци пресрећу документ и урањају Блера у густу мрежу шпијунских интрига, надајући се да ће преко њега успоставити контакт са физичаром.
Шон Конери је овако описао свој лик: „Барли Блер је издавач-пијанац који свира саксофон, чији се живот претворио у потпуни хаос. Људи које среће у Русији и његов сусрет са моралним питањима помажу му да поново открије себе и поново успостави контакт са светом.”

## Улоге
| Глумац                 | Улога                 |
| ---------------------- | --------------------- |
| Мишел Фајфер           | Каћа Орлова           |
| Шон Конери             | Барли Блер            |
| Рој Шајдер             | агент Расел           |
| Џејмс Фокс             | Нед                   |
| Џон Махони             | Брејди                |
| Мајкл Кичен            | Клајв                 |
| Џ. Т. Волш             | пуковник Џексон Квин  |
| Кен Расел              | Волтер                |
| Клаус Марија Брандауер | Данте / Јаков Савељев |